# Yamada Asaemon
Yamada Asaemon (jap. 山田 浅右衛門) nannten sich über Generationen hinweg die Oberhäupter der japanischen Familie Yamada, die während der Edo-Zeit als Schwertprüfer und Scharfrichter in Diensten der Zentralregierung (Shogunat) standen.

## Vorgeschichte
Schon im 16. Jh. gab es mehrere für ihre Prüftechnik bekannte Personen wie den Feldherren Tani Moriyoshi (谷 衛好) und dessen Sohn Moritomo (衛友). Wie auch der Jesuit Luís Fróis 1585 in einem Traktat zu den Unterschieden zwischen Japan und Europa erklärte, fand das Überprüfen von Schwertern hinsichtlich ihrer Schnittschärfe nicht an Tieren, sondern an Menschen statt. Manchmal gravierte man auf dem Erl (jap. Nakago) eine Beglaubigung ein. Im frühen 17. Jh. machte sich Nakagawa Saheita Shigeyoshi (中川 左平太重良, gest. 1653), ein Gefolgsmann der Tokugawa im Range eines Hatamoto, mit seinen Fertigkeiten einen Namen.
Die Geschichte des Schwertprüfens (tameshigiri 様斬, wörtlich Versuchsschnitt) als Profession beginnt jedoch erst mit Yamano Nagahisa (山野 永久, gest. 1667), einem Schüler Nakagawas. Dieser war zugleich mit Hinrichtungen befasst und soll als Scharfrichter in Edo (heute Tokyo) über 6000 Verurteilte geköpft haben. Sein Sohn Kanjūrō (勘十郎) wurde 1685 „regierungsamtlicher Schnittprüfer“ (o-tameshi-goyō 御様御用) und war als solcher auch für das Köpfen (kubikiri 首斬り) zuständig. Nach Kanjūrōs Tod ging das Amt an dessen Sohn über. Wegen eines Augenleidens schlug dieser nach einiger Zeit vor, seinen jüngeren Bruder zum Adoptivsohn und Nachfolger zu machen, doch wurde sein Gesuch abgelehnt, womit die Familie aus den Diensten der Regierung schied.
In der Folge übernahmen Schüler der Yamanos deren Arbeit. Einer darunter war der herrenlose Samurai Yamada Asaemon Sadatake (山田 浅右衛門 貞武, 1657–1716). Da seine Konkurrenten nach und nach wegen Krankheit usw. ausschieden, bat er 1736 um die Erlaubnis, seine Fertigkeiten an seinen Sohn als prospektiven Nachfolger weitergeben zu dürfen. Dem Gesuch wurde stattgegeben, und von nun an hatte in Edo nur die Familie Yamada dieses Amt inne. Für einen herrenlosen Samurai (rōnin) war dies ein außergewöhnlicher Karrieresprung. Dennoch erhielt er kein Lehen.

## In Diensten der Regierung
Die Familie Yamada bildete eine beachtliche Zahl von Schülern aus, die nötigenfalls an Stelle ihres Meisters tätig wurden. Oft fand sich unter den Söhnen der Familie kein geeigneter Nachfolger, so dass man einen dieser Schüler adoptierte. Darunter gab es nicht wenige aus ranghohen Samurai-Familien.
Da die Yamadas kein Lehen und somit kein Reiseinkommen hatten, waren sie auf andere Unterhaltsquellen angewiesen. Die Entlohnung durch die Regierung und durch Landesherren, für die sie gelegentlich tätig wurden, blieb bescheiden. Als Haupteinnahmequelle dienten die Leichen der Hingerichteten, die ihnen offiziell überlassen wurden. Diese nutzte man zur Überprüfung der Schärfe neuer Schwerter. Bisweilen gab es Samurai, die ihr Schwert eigenhändig erproben wollten, und zu diesem Zweck eine Leiche ankaufen mussten. Als profitabel erwies sich auch die Entnahme von Leber, Hirn und Galle, die in Pillen eingearbeitet wurden. Diese „Yamada-Pillen“ (Yamada-gan 山田丸), „Asaemon-Pillen“ (Asaemon-gan 浅右衛門丸), „Menschengallen-Pillen“ (Jintan-gan 人胆丸) usw. wurden landesweit geschätzt.
Nach dem Sturz der Tokugawa im Jahre 1868 traten Yamada Asaemon (8. Generation) und dessen Bruder als Scharfrichter in die Dienste der neuen Meiji-Regierung. Doch schon 1870 verbot man das Schwertprüfen an Leichen wie auch die Entnahme von Organen. 1880 führte man die Hinrichtung durch Hängen ein. Zwei Jahre darauf wurde das Köpfen abgeschafft. 1882 nahm der letzte Yamada seinen Abschied aus dem Regierungsdienst.

## Rezeption
Die schaurig faszinierende Figur Yamada Asaemons erscheint bis heute immer wieder in Filmen, Fernsehdramen, Romanen und Manga. Ein von Koike Kazuo publiziertes zehnbändiges Manga erschien sogar in einer englischen Ausgabe (Samurai Executioner. Dark Horse Comics).

## Schriften
- Yamada, Asaemon: Tōken oshikata (刀剣押形 Schwert-Gravuren[8]). Handschrift, 19. Jh. (, DOI:10.11501/2590576)
- Yamada, Asaemon: Tōken oshikata zokuhen (刀剣押形続編 Schwert-Gravuren Fortsetzung). Handschrift, 19. Jh. (, DOI:10.11501/2553023)
- Yamada, Asaemon Yoshimutsu: Kokin kaji bikō – Inukai mokudō chūkibon. Tōkyō: Yūzankaku Shuppan, 1975 (浅右衛門吉睦著、福永酔剣解説『古今鍛冶備考 ー 犬養木堂注記本』雄山閣出版)